# Andesaurus
Andesaurus là một chi khủng long, được Calvo & Bonaparte mô tả khoa học năm 1991.